# Département d'Iriondo
Le département d'Iriondo est une des 19 subdivisions de la province de Santa Fe, en Argentine. Son chef-lieu est la ville de Cañada de Gómez.
Le département a une superficie de 3 184 km2. Sa population s'élevait à 166 436 habitants au recensement de  2001 et à 67 490 en 2007 selon l'estimation de l'IPEC.

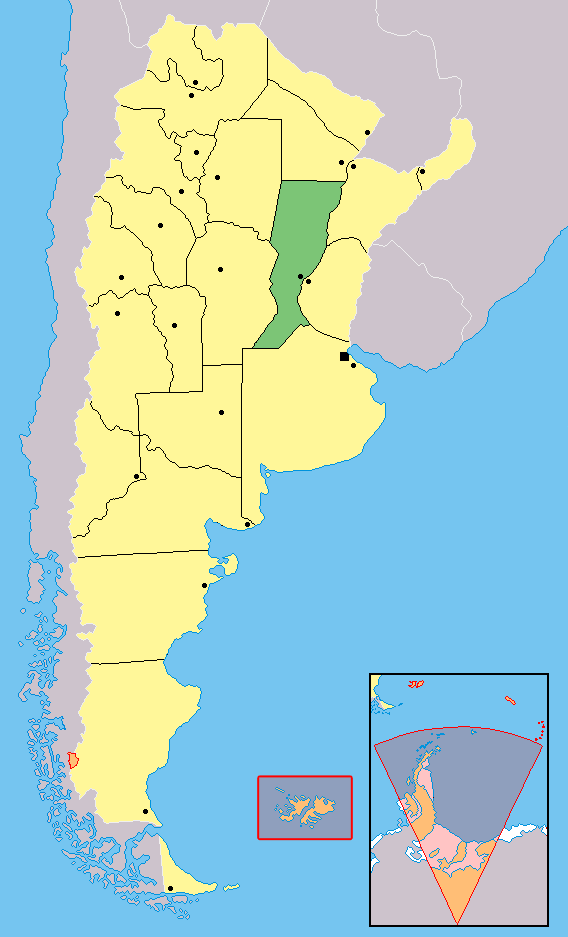
Localisation de la province de Santa Fe en Argentine.